# Brummtopf

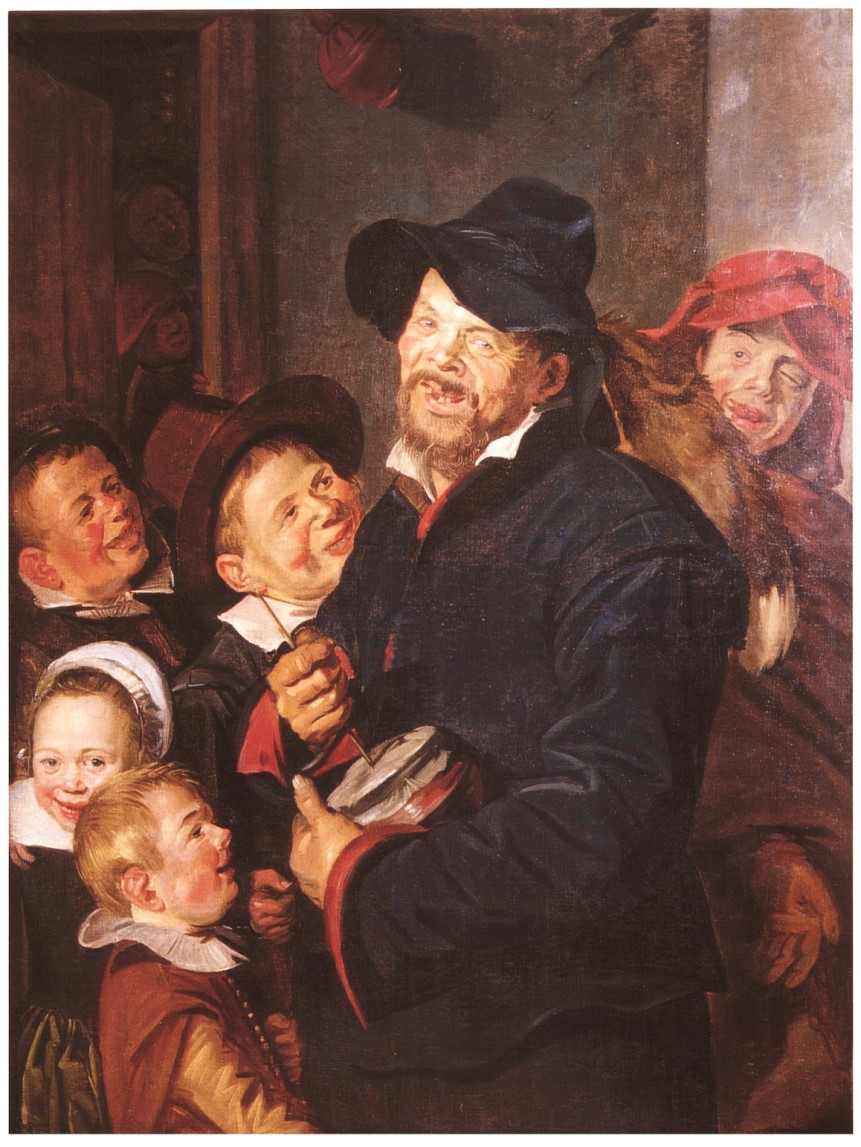
Franz Hals: Der Rommelpotspieler mit fünf Kindern, 1618–1622

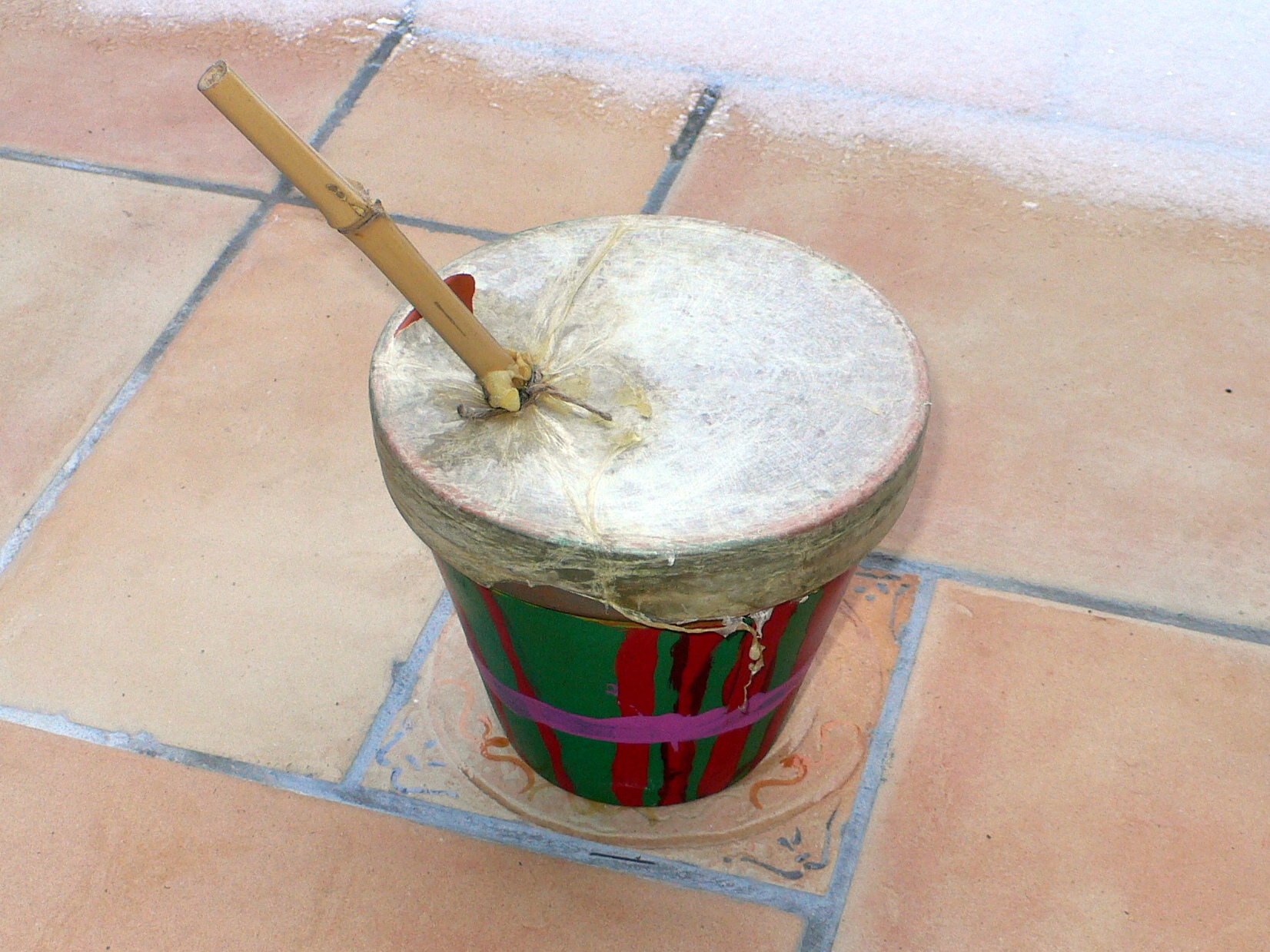
Rummelpott aus Hamburg-Blankenese

Der Brummtopf, auch Rummelpott, Rommelpott oder Fukkepott, in den Niederlanden und Belgien Rommelpot, in der Provinz Limburg (Niederlande) Foekepot, in Dänemark Rummelpot, in Österreich Büllhäfen, in Preußen und Berlin Waldteufel, ist ein volkstümliches Musikinstrument aus der Gruppe der Stab-Reibtrommeln. Er war in Westeuropa vom 15. bis zum 18. Jahrhundert häufig anzutreffen und wurde zu den Narreteien der Fastnachtszeit und Weihnachtszeit gespielt.
Ein dem Brummtopf ähnliches Instrument ist die brasilianische Cuíca.

## Bauform
Der Brummtopf besteht aus einer einfelligen Trommel mit einer abgebundenen Stelle in der Fellmitte, in die ein am unteren Ende eingekerbter Stab gesteckt ist. Das Trommelfell wird mit einer Schnurwicklung an der Kerbe mit dem Stab fest verbunden.  Durch Reiben mit der Hand oder einem (eventuell feuchten) Tuch entsteht durch die Schwingungen der Membran ein brummendes Geräusch. Die Schwingungen werden von der Membran an den Topf weitergeleitet und so verstärkt. Je nach gewünschter Tonhöhe verwendet man unterschiedlich große Trommelgefäße aus Ton oder Holz, die gelegentlich zu Teilen mit Wasser gefüllt werden.

## Bräuche

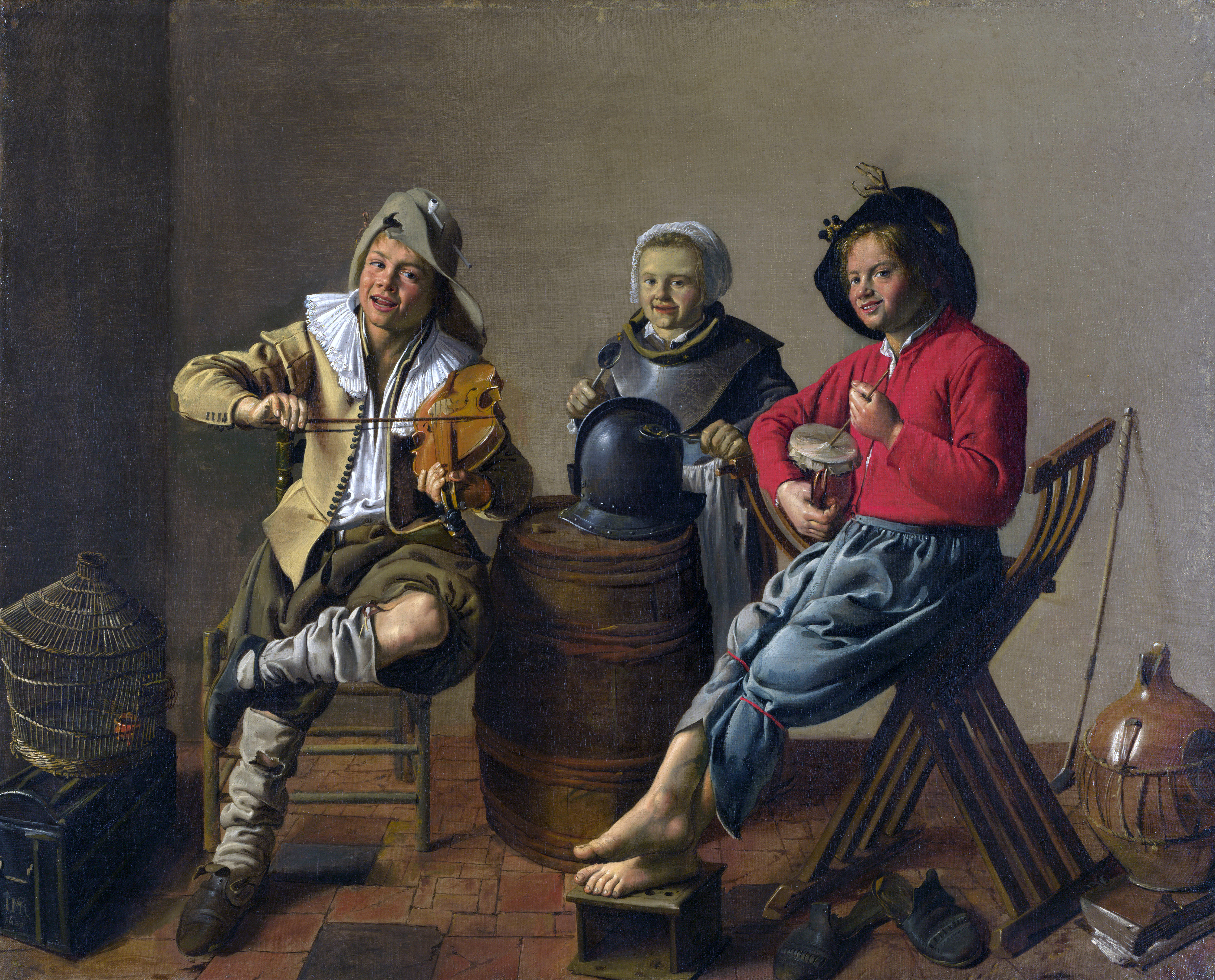
Brummtopf. Ölgemälde von Molenaer, 17. Jahrhundert

„An Fastnacht geht manch ein Narr herum, und lässt für Geld den Rommelpot knurren (Op Vasten-avont Loopt menich Sotje Om duytjes gnorren op’t rommelpotje)“.
Der Brummtopf ist in vielen europäischen Ländern als Kinderinstrument bekannt. Als Rummelpott (Romelpot, Rummelpot) ist das Instrument in Norddeutschland, den Niederlanden und Dänemark bekannt. Beim Rummelpottlaufen zu Silvester (und auch am Martinstag) ziehen Kinder von Haus zu Haus und singen Lieder, die sie mit selbstgemachten Lärminstrumenten begleiten, fordern Süßigkeiten und wünschen Glück.
In Spanien ziehen Kinder in den neun Tagen vor Weihnachten von Haus zu Haus und singen villancicos (Weihnachtslieder), die mit Zambomba (dem spanischen Rommeltopf), Gitarre und Tamburin begleitet werden.
Noch heute wird besonders in Holland, aber auch in Deutschland gelegentlich Musik aus dem Mittelalter mit dem Rommelpot gespielt. Im Rahmen des Folk-Revivals der 1970er und 1980er Jahre nutzte es der niederrheinische Liedermacher Günter Gall zur Liedbegleitung.

## Sonstiges
In Anlehnung an das sonore Geräusch wurde die Antriebswelle einer Dampfmaschine in Bocholt, die auf der Rossendale-Promenade als Denkmal erhalten ist, Fuckepott genannt (siehe Liste der Baudenkmäler in Bocholt, Nr. 23).